# Babungo (Babessi)
Pour les articles homonymes, voir Babungo.
Babungo est l'un des quatre villages de la commune de Babessi, département de Ngo-Ketunjia de la région du Nord-Ouest du Cameroun. C'est aussi le siège d'une chefferie traditionnelle de 2e degré.
Il est situé sur la route principale de Bamenda-Bamunka, à dix kilomètres (10 km) environ de Bamunka sur la haute plaine fertile et bien irriguée de Ndop. Cette plaine est intensément cultivée et entourée par une chaîne de collines couvertes de pâturages.
Bamun
Depuis octobre 2003, le musée de Babungo contribue au développement culturel afin de réduire le fossé entre les niveaux local et mondial, et entre la tradition et la modernité. De nouvelles possibilités d'emploi et de développement liées à la mise en valeur de ces ressources importantes du pays, de même que le renforcement de la conscience et d'une identité culturelle riche et ouverte avec les cultures du monde ont été favorisés. Le musée a été construit avec des matériaux locaux, des techniques et la main-d'œuvre locales avec l'appui de l'architecte italien Antonio Piva, professeur de muséographie à la faculté d'architecture de Polytechnique de Milan et d'un collaborateur de l'UNESCO. Dès l'ouverture de ce musée au public, il a attiré de nombreux visiteurs au village de Babungo qui sont venus voir les sculptures.

## Histoire
Le nom d'origine de ce peuple était Vengo qui signifie de la même famille. Ils ont été appelés Bavengo (ba qui veut dire les gens et vengo de la même famille). Les Allemands ont transformé ce nom en Babungo.
À cause des guerres, les Babungo ont quitté leur territoire d'origine — Ndobo — chez les Tikar dans la vallée du Mbam pour s'installer dans l'emplacement actuel. Le groupe d'émigrants était composé de Tifuan considéré comme le chef, Nswi, Ndiwah, Songho et une mère, Mange avec ses enfants Fuanje, Bah, Saingi et Nfanyi. Leurs noms ont été conservés et ils sont encore utilisés aujourd'hui dans l'organisation hiérarchique des autorités du village.
Dans une première étape de cette migration, les Vengo ont occupé une région calme et ombragé appelée Forghai, en aval de la cascade où Ngesekwa, un dieu épris de paix vécut. Après un certain temps, ils décidèrent de quitter de Forghai. Le dieu leur a donné un mouton noir comme guide et a chargé les Vengo de mettre un terme là où le mouton voudrait se reposer ou au lieu où l'animal allait mourir. Ils devaient l'enterrer et s'y installer. Le groupe partit le jour de la semaine appelé Mbaa, guidé par le mouton. Ils étaient aux alentours de Forghai, sur une plaine, quand l'aîné du groupe, Fuanje qui était fatigué et incapable de continuer le voyage décida de s'y installer et a appelé ce lieu Mbenje. Afin de ne pas laisser le vieil homme sans abri, le reste du groupe s'arrêta et lui bâtit une maison. Les Vengo se rendirent alors compte qu'ils avaient oublié de prendre le feu avec eux et ils envoyèrent Songho auprès du dieu de Forghai pour le lui demander. Ngesekwa donne le feu à Songho et lui dit qu'ils avaient aussi oublié de prendre avec eux le sac contenant le muunkwan (une corde épaisse sur laquelle les crânes de l'homme et certains animaux tels que le chimpanzé ou du lion étaient pendus), en d'autres termes la protection la plus puissante pour le village. Songho accepta cela aussi bien et le ramena avec le feu. Depuis lors, son nom a été le titre du notable qui tient le sac contenant le muunkwan dans sa maison. Ce sac est mis en évidence uniquement lors de la mort d'un prince, d'une princesse et des membres de la société secrète muunkwan, à laquelle il appartient. Songho, le fils ou tout autre membre de la société de muunkwan ne peut pas toucher cet objet jusqu'à ce qu'il ait engendré un fils et une fille.
Fuanje, le fils aîné de Mange, resta à Mbenje. Aujourd'hui, le titre de Fuanje désigne le chef du conseil des sept, l'organe exécutif du village. Fuanje est également le porte-parole de Ngumba, la société coutumière le plus puissante de Babungo. Le groupe a ensuite poursuivi son voyage, toujours guidé par le mouton. Ils arrivèrent à un endroit appelé Ngineh où le mouton fatigué se reposa. Là, le jour appelé Mbaa, l'animal mourut et deux jours plus tard, il fut enterré. Ce fut le jour de la semaine appelé Nkunse qui est devenu le jour de repos traditionnel et est toujours respecté aujourd'hui par le peuple Babungo. Comme le dieu de Forghai le leur avait ordonné, les Vengo s'installèrent à Ngineh, où le mouton avait été enterré et construisirent leur premier palais, le Ntoh-Ngineh. Le mouton que le dieu leur avait donné et qui les avait conduit à l'endroit de leur installation a été vénéré comme le guide du peuple et le « premier chef » des Vengo.
Tifuan était alors considéré comme leur Fon, il était le seul enfant de sa mère. Les enfants de Mange pensaient qu'ils étaient plus nombreux et ne pouvaient pas accepter qu'un enfant unique qui pouvait être leur fils devienne leur chef. Ils allèrent à Tifuan et l'envoyèrent loin de chez lui dire en lui disant qu'il avait été appelé par Bah, l'aîné des frères qui avait été laissé très loin de Ntoh-Ngineh. Lorsque Tifuan quitta, ils envoyèrent un de leurs frères à son domicile pour obtenir la peau de léopard (le symbole de la puissance du fils qui était sur son lit) pour constater qu'il avait été volé et remplacé par un chevreau. Réalisant ce qui était arrivé, en son absence, Tifuan courut chez les enfants de Mange, où il vit Saingi assis sur la peau de léopard entouré de ses frères qui le vénéraient comme le chef. Après ces événements, Tifuan décida de quitter cet endroit et Saingi devint le premier fils du peuple qui émigra de Ndobo à Ntoh-Ngineh en passant par Forghai. Tifuan était appelé Chinje, ce qui signifie rêveur, par les fils de Mange, parce qu'il continuait de penser à lui-même comme le chef, bien qu'il ait été déposé. Le titre de Tifuan est utilisé aujourd'hui pour le doyen de la société coutumière la plus importante de Babungo : le Ngumba.
Après, les Vengo s'installèrent finalement et Bah a décidé de se séparer du groupe et de s'établir lui-même ailleurs. Il a construit sa maison et comme il était l'aîné des enfants de Mange, il partit avec sa mère âgée. Songho, Nswi et Ndiwah restèrent avec le fils, devenant ses vassaux. Aujourd'hui, le titre de Bah désigne le premier assistant du fils, Fuanje indique l'assistant du Bah, tandis que Songho et Nswi sont les titres des deux chefs de quartier. Lorsque tous les membres du groupe s'établirent, ils décidèrent de se consacrer à la chasse et l'agriculture.

## Administration et politique
Babungo est un Fondom de second dégré au Cameroun par rapport à l'échelle de l'organisation administrative. Le fonctionnement, la gestion et le développement du village sont placés sous l'autorité directe du Fon dont la décision finale est guidée par le Ngumba société secrète. Babungo a eu vingt-cinq (25) fons y compris le Fon actuel, Sa Majesté Ndofoa Zofua III qui a été intronisé en 1999 après la disparition de son père.
Le système politique et social de Babungo est basé sur une organisation patrilinéaire et sur la division du territoire en quartiers. Le village de Babungo est divisé en quartiers dirigés par des chefs de quartiers, dont certains sont divisés en deux ou plusieurs sous quartiers. Parmi les quartiers les plus anciens, tels que Mbuakang ou Mbenjeng, certains sont principalement formés d'une seule lignée, alors que la population dans les quartiers plus récents est composée de membres de différentes lignées. Les quartiers les plus densément peuplés ont environ quatre-vingts zones, tandis que d'autres ont moins de trente. Chaque zone est représentée par un chef, appelé Tiifu, qui exerce son autorité sur ses frères et leurs enfants, en d'autres termes sa lignée.
Au-dessus de la tête des zones, la majorité des questions administratives sont sous l'autorité du chef de quartier (Tii ntih), qui est assisté par des conseillers (Vetii ngii njong). Le Tii ntih a le droit et la responsabilité d'attribuer les terres et de résoudre les problèmes relatifs à la vie sociale. Le Tii ntih choisit son successeur au cours de sa vie, mais il ne révèle le nom qu'au doyen de la société sécrète Ngumba le Tifuan. Ce dernier annonce publiquement le nom qu'après les funérailles du Chef. Le successeur est ensuite installé par les membres les plus haut placés du Ngumba, l'institution politique la plus importante de Babungo.
Les chefs de quartiers choisis par les fils forment le conseil de cinq, l'organe directeur du Ngumba, qui aide le Fon dans la gestion du village. Le conseil de cinq a le pouvoir législatif dans le village. Les autres Tii ntih composent le conseil de sept ans, ce qui représente l'organe exécutif de gestion du village.
Le troisième groupe des membres du Ngumba est Veshih, qui se compose de personnes sélectionnées par le Fon. Ils tiennent tous des réunions avec le Fon dans la grande maison du Ngumba. Chaque membre a son propre siège lié à son rang. Le Fon occupe la première place, suivi par le Bah et le reste des membres. Aujourd'hui, les rangs de haut niveau sont également parlées par les élites modernes, qui ont quitté le village et qui vivent en ville ou par les grands propriétaires de plantation ou même par les hommes d'affaires qui ont accumulé beaucoup d'argent et qui peuvent ainsi acheter des titres importants dans le village.
Le Ngumba est l'institution politique la plus forte de Babungo. Il représente le pouvoir exécutif de la gestion traditionnelle, ce qui limite la puissance du Fon. Les membres les plus âgés du Ngumba ont également un rôle important dans l'enterrement du Fon et l'intronisation de son successeur. Ainsi, on dit à Babungo que le Ngumba est un faiseur de rois et qu'il est le père des Fons. D'autres sociétés coutumières avec un rôle important à Babungo sont: la samba, organisée au niveau des quartiers, qui aide le Tii ntih à réglementer la vie de la communauté.

## Quartiers et villages
Le groupement de Babungo est constitué de 25 quartiers, regroupés en six grands quartiers : Finkwi, Moukang, Tong Febuh,
Tong Meneh, Fulanis, Finteng.
- Mbuakam
- Finteng
- Finkwi
- Mbenje
- Mbele
- Ngole
- Vebui
- Tondoh
- Mbukong
- Toh Nsowifi
- Ekwindoh
- Ebua
- Ebia
- Tighan
- Vending
- Toh wansai
- Toh soghai
- Njumendui
- Nkung
- Mbelung
- Toh Nkee
- Langkebweo
- Mbemu

## Culture

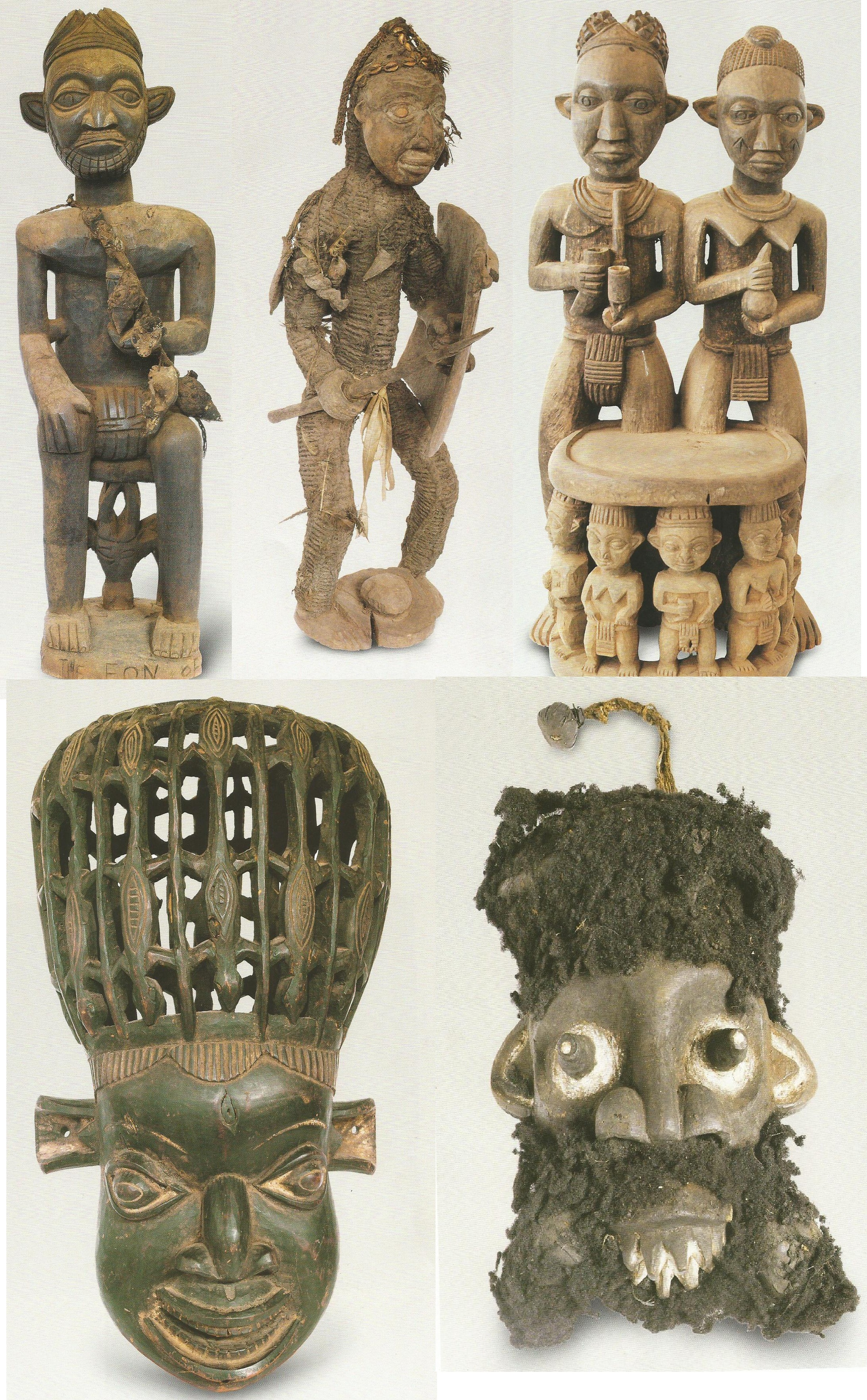
Sculptures du musée de Babungo

Babungo a plusieurs attributs du patrimoine culturel parmi les suivants :
- Décès

Pour le peuple Babungo, la mort n'est pas considérée comme la fin de tout, mais plutôt comme une nouvelle et très importante dimension de la vie. Ils croient que le défunt est allé dans un autre monde où il a été convoqué par l'être supérieur. Quand une personne meurt, les rites funéraires appropriés sont effectués, symbolisant les idées et les coutumes du peuple. Le corps est lavé avec de l'eau contenue dans une calebasse qui est cassé après. l'aîné de la famille met la poudre de padouk sur le corps du défunt tandis que les adultes qui n'ont pas eu d'enfants sont enterrés avec une pierre dans leurs mains. Le fils et les notables sont enterrés dans une maison (ifung) à l'intérieur de leur quartiers, ils sont posés dans le sol en position assise, tenant leur gobelet ou tuyau. Les autres sont enterrés plus proche de leur habitation. Bien que la moitié de la population de Babongo suit la religion traditionnelle, ceux qui ayant intégré la religion occidentale adhèrent encore à leurs croyances ancestrales.
- Mariage

À Babungo, le mariage est une union entre un homme et une femme pour former une famille. Il est UN grand honneur pour un homme Babungo d'épouser une princesse. Une princesse est donnée en mariage par le Fon sans le consentement de la princesse et de sa mère. Le Fon peut à un certain point, offrir une princesse à tout homme qu'il souhaite ou à un autre Fon ou il peut donner une princesse en mariage à la demande d'un homme. Si un homme demande à épouser une princesse, il peut envoyer des amis ou des parents du Fon demender le Foufou de maïs, qui signifie demander une femme. Ils seront chaleureusement accueillis par le Fon, qui leur demande d'aller et de préparer le sac du palais (Mbaa ntoh), ce qui signifie la dot de la princesse. Le montant de la dot n'est pas révélé à l'homme qui veut se marier avec la princesse. L'homme a besoin de venir avec sa dot autant de fois que possible avant que le Fon ne l'accepte enfin comme époux pour sa fille. Lorsque le Fon est satisfait de la dot, il va fixer un jour où la princesse est à prendre pour le quartier de son mari. Le Fon va appeler le mari ou informer le mari des éléments dont il a besoin pour la préparation du mariage. Le mari de la princesse doit acheter une centaine de litres d'huile de palme, dont soixante litres seront envoyés au Fon, vingt aux reines et vingt litres seront mis de côté pour la préparation des repas de mariage. Cette huile de palme est achetée avec une grande vache qui doit être abattue, et une jambe envoyée au Fon. Lorsque toutes ces choses sont prêtes, le Fon ordonne à ses serviteurs d'amener la princesse à la maison de son mari dans la nuit, avec quelques reines et un groupe de musiciens (Ndow vangfeh). Ensuite, la princesse est envoyée au quartier du mari dans la nuit, l'escorte utilise une lumière de bambou comme leur lampe pour laquelle le mari de la princesse doit payer quand ils arrivent à sa maison avant d'éteindre la lampe de bambou et il doit aussi payer pour sa femme avant qu'elle n'entre dans sa chambre. L'escorte doit rester avec la princesse dans sa nouvelle maison pendant trois jours, quand le festin aura lieu. Pendant cette période, le mari est interdit de voir sa femme jusqu'au dernier jour, quand il doit payer ceux qui prennent soin de sa femme avant qu'il ne soit autorisé à la voir. Chaque matin, pendant les trois jours de fête, la princesse est réveillée par le groupe de musiciens jouant de flûtes (Toole) et un long tambour. À la fin des trois jours de festin, la princesse devient l'épouse de son mari. Elle vit maintenant avec son mari pour la vie et a autorité sur tous les biens de son mari. Si le mari a une autre femme, la princesse est responsable de la famille dans tous les cas, et même lorsque son mari meurt, c'est son fils qui sera le successeur.
- Nchio

Nchio est un titre conféré à la mère du roi qui signifie «mère du peuple». Selon la tradition Babungo, quand un roi meurt et un nouveau roi est installé, sa mère sera nommée « Nchio ». Le Nchio a son quartier construit par son fils, le Fon ou l'un de ses enfants dans le palais ou à l'extérieur. Quand un nchio reste dans un endroit, elle est responsable du bien-être de la population, en particulier, celle des reines, princes et princesses. Elle résout les différends problèmes de la famille royale, éduque et forme les nouvelles épouses du roi et elle reçoit des baux et une partie de la dot des princesses. Aucun de ces droits n'est conféré à une reine mère. Cependant, alors que la mère du défunt roi est encore en vie, la nouvelle reine mère ne peut être appelé « nchio » jusqu'à ce que la mère du défunt roi meurt. Le trône et bien d'autres objets de la Nchio sont utilisés par elle seule. Sa position est plus élevée que tout autre notable dans le village Babungo. Ses célébrations de mort sont les mêmes que ceux du Fon et peuvent prendre neuf jours.
- Shaw

Le Shaw est un groupe de danse royale pour les reines et les princesses âgées. La danse du shaw célèbre la mort du Fon, assistants, reines, princes, princesses du Fon et d'autres membres de la famille royale. Leurs instruments de musique comprennent un long tambour, un gong simple et double, un hochet et maracas. En plus, il y a la branche d'un arbre décoré, qui a été présenté à cette danse à la fin de Fon Sake II pour le rendre plus attractif. La danse du shaw a sa direction secrète appelée la mère du shaw. Le fils nomme la reine qui est la tête de cette direction sur la base de son honnêteté, de la capacité administrative et du chant. Le danse du shaw est aussi pratiquée pendant les rituels annuels du village.
- Le Nintai, qui inclut les enfants de sexe masculin du Fon, représente le fils à l'avant pendant la guerre et ferme les funérailles de la famille royale. Le Nintai célèbre la mort des femmes, princes, princesses du Fon et quelques notables de haut rang.
- Le fembwei qui se compose de toutes les femmes dans le village
- Le mfwei qui traite de la bénédiction de la population

## Économie
Au cours des deux derniers siècles, Babungo était l'un des centres les plus importants de la production de fer dans le Nord-Ouest du Cameroun grâce au minerai de fer de la région. Ayant plus de dix mètres de haut, les tas de scories abandonnées après l'extraction du fer, témoignent de cette activité, qui a été pratiquée avant que les ressources ne soient épuisées en 1920. Au cours des trente années qui suivirent, les serruriers enlevaient le fer qui restait du laitier. Ensuite, le minéral a été importé d'Europe, qui est devenue la source d'approvisionnement de cette matière première à partir de 1950. Traditionnellement le travail du fer et la production de charbon étaient les spécialités de Babungo. Le quartier des forgerons est appelé Finkwi, le plus grand des quartiers. Il a conservé de nombreuses maisons traditionnelles faites de raphia avec des toits de chaume. Aujourd'hui, il y a environ cinquante-huit quartiers Finkwi avec une forge. Chaque famille est spécialisée dans la production d'un objet tel que des couteaux, des machettes, des poignards, des pointes de flèches, des houes, des états-majors de cérémonie et des instruments de musique rituelle tels que les gongs. Une équipe d'artisans se compose d'un vieux maître forgeron, chef du composé, et un certain nombre de ses fils adultes. Les apprentis travaillent le soufflet et les femmes apportent de la nourriture à la forge au cours de la journée de travail très intense. Les membres de la lignée d'un forgeron qui ne travaillent pas avec lui envoient souvent leurs enfants pour l'aider.
Dans la langue Babungo, il y a deux mots pour faire référence au forgeron, wuu-ndaa, ce qui signifie que quelqu'un qui a le don de travail du fer ; iyeh, ce qui signifie que l'homme dont le symbole est un homme avec un marteau d'origine surnaturelle. Iyeh est aussi le nom d'un groupe de neuf forgerons qui représentent rituellement tous les autres. Il est donc le titre de tous les forgerons, qui ne peuvent avoir aucun autre titre dans le gouvernement du village. Le statut particulier des serruriers les dispense d'avoir à aller dans les parties intérieures du palais et les empêche d'être impliqués dans la politique du village.

## Services sociaux
- Il existe trois centres de santé dans le village Babungo à côté d'un centre pour les patients de santé mentale
- Il y a quatre écoles secondaires dans le village Babungo avec de nombreuses écoles primaires
- Les habitants de Babungo sont pour la plupart des musulmans avec quelques chrétiens, principalement chrétiens catholiques.

## Transport
Les déplacements de Babungo à Bamenda se font le long de la route bitumée depuis le village sur le tronçon vers Bamunka, tandis que le déplacement dans le village se fait sur les routes en terre. Les véhicules se déplacent à l'intérieur du village facilement.